# Нгуен Динь Тхи
Нгуе́н Динь Тхи (вьет. Nguyễn Đinh Thi, 20 декабря 1924, Луангпхабанг, Лаос, Французский Индокитай — 18 апреля 2003, Ханой, Вьетнам) — вьетнамский писатель, поэт, драматург, композитор.

## Биография
Родился в Луангпхабанге, Лаос, в семье чиновника Управления почт Индокитая. В 1931 г. приехал во Вьетнам, учился в Хайфоне. Член Партии трудящихся Вьетнама. Участвовал в подпольном антиколониальном движении (с 1943), в Войне Сопротивления вьетнамского народа 1945—1954.
Его первыми произведениями были философские трактаты с изложением учений Канта, Декарта, Ницше, Эйнштейна. В первой повести «Вперёд, в атаку!» (1951, Национальная премия литературы; рус. пер. 1961) показал картину военных будней и героизм бойцов революции. Для повести характерно многоплановое воспроизведение массовых сцен.
В 1954 году в составе советско-вьетнамской киносъёмочной группы принимал участие в съёмках совместных советско-вьетнамских документальных фильмов «Вьетнам» (1955) и «Исторический день» (1955).
Лирический образ бойца революции создан писателем в сборнике стихов «Солдат» (1956); воинскому подвигу посвящён сборник рассказов «На берегу реки Ло» (1957).
С 1958 по 1989 — Генеральный секретарь Союза писателей Вьетнама.
В «Черноморской поэме» («Черноморская песня») (1959) Нгуен Динь Тхи рассказывается о подвиге Тон Дык Тханга, поднявшего флаг восстания на французском военном корабле. Дилогия «Рушатся берега» (1962—70; рус. пер. 1970) изображает историю революции во Вьетнаме. О воздушной войне над ДРВ говорится в повестях «В огне» (1966; рус. пер. 1966), «Линия фронта прочерчивает небо» (1967).
С 1995 председатель Союза литераторов и художников Вьетнама.
В 1996 году удостоен Государственной премии имени Хо Ши Мина в области литературы.

## Сочинения
- повесть «Вперёд, в атаку!» (1951)[источник не указан 1609 дней]
- дилогия «Рушатся берега» (1962—70)[источник не указан 1609 дней]
- «Линия фронта прочерчивает небо»[6] (1967)
- повесть «В огне»[7] (1968)
- Стихи, в сборнике: Поэзия ведёт огонь, М., 1968;
- Стихи, в сборнике: Крылья, М., 1970;
- «Разгневанная река», М., 1973.
- сборник стихотворений «Река прозрачно-зелёная» (1974)[источник не указан 1609 дней]
- сказка «Весёлые и печальные приключения котёнка Миу»[источник не указан 1609 дней]

## Фильмография
- 1955 — «Вьетнам» / Việt Nam — помощник по литературе[1] (литературный консультант).
- 1955 — «Исторический день» / Ngày lịch sử — авторский текст[2].

## Награды
- 1996 — Государственная премия имени Хо Ши Мина в области литературы.